# Marocco (tabac)
Pour les articles homonymes, voir Marocco.
Un marocco (également appelé maroc, ou marocain) désigne un cylindre de tabac arraché à une extrémité de cigarette et placé à la base d'une cigarette de cannabis ou joint (généralement avec de la résine). Il est ainsi une alternative au toncar, et permet de rendre la fumée moins irritante, notamment sur la fin du joint.
Pour faire un marocco, les fumeurs tassent leur cigarette en la frappant verticalement contre un objet, ce qui évite que le tabac sorte du maroc. D'habitude le marocco se prend du début de la cigarette, mais on peut également faire un maroc avec l'autre bout de la cigarette (qui se trouve juste avant le filtre). 
Le terme marocco vient du fait que la résine de cannabis consommée dans les pays européens francophones est souvent originaire du Maroc.